# Небесная магия
Небесная магия или математическая магия или астральная магия — оккультно-эзотерическое понятие, встречающееся в трудах о магии, сочинённых европейскими гуманистами эпохи Возрождения в XV-XVI веках. Согласно их представлениям, данный вид магии в отличие от естественной, основан на применении математики (понимаемой как «законы числа, веса и меры») и позволяет «низводить энергии небесных тел» в физические, материальные тела, талисманы и т.д. и т.п.

## Описание в старинных источниках
Данную разновидность магии (под названием «астральная магия») затрагивает в своих работах флорентийский мыслитель Марсилио Фичино. В 1477 году он работал над трактатом, так, впрочем, и оставшимся незавершенным, «Рассуждение против прорицаний астрологов». Главная мысль труда, к которой гуманист возвращается постоянно, состоит в том, что ум и душа человека, неподвластны влиянию звезд, более того – сами его используют:
Небо прямо воздействует на тело, опосредствованно – на чувство, связанное с телом, и никоим образом – на интеллект. Однако интеллект и воля могут потворствовать дурному чувству. И пусть не говорят, что подобно тому, как тело наше подвластно небесному телу, так же и ум наш подвластен небу, ибо тело наше [происходит] от того, небесного тела, ум же – не от какого-либо тела и не от движущего небом ума, но от Бога.
Фичино широко заимствует материал из весьма популярного в его время трактата о симпатической и астральной магии «Пикатрикс», рассказывает об изготовлении магических талисманов, коими человек обращает себе во благо нужные ему планетные энергии. Одной из главных целей этой талисманной магии, направленной на низведение определенных астральных токов и излучений в материальные тела, является восстановление или укрепление здоровья людей. Сын врача и сам врач, Фичино, как и большинство людей его класса и культуры, считал человеческий организм в целом и отдельные его части связанным с теми или иными зодиакальными знаками, а телесные темпераменты – с различными планетами.
У немецкого гуманиста Агриппы Неттесгеймского небесной магии посвящена вторая часть его основного труда «Тайная [оккультная] философия» (1510, изд. 1531), в котором понятие тайная философия, вынесенное в заглавие всего труда, отождествляется с собственно магией. Уже в первых двух главах первой книги, озаглавленной «Естественная [природная] магия», Агриппа делает следующие отождествления наук с разделами магии. Поскольку, согласно Агриппе, существует три мира, «Стихийный», «Небесный» и «Интеллектуальный», исследоваться они должны тремя науками: физикой или естественной магией, раскрывающей сущность земных вещей; математикой или небесной магией, которая заставляет нас понять движение небесных тел; и теологией или церемониальной магией, которая позволяет людям понимать «Бога, разум, ангелов, разумные существа, демонов, душу, мысль, религию, таинства, церемонии, храмы, праздники и мистерии».
Фрэнсис Амелия Йейтс, английская исследовательница культуры Возрождения, описывая для современного читателя сущность небесной магии, приводит следующую выдержку из Агриппы (цит. по кн.2, гл.1 «Тайной философии»):
Если маг следует методам натурфилософии и математики и владеет вторичными дисциплинами, происходящими из этих наук, – арифметикой, музыкой, геометрией, оптикой, астрономией, механикой, он может творить чудеса. До наших дней дошли остатки древних творений: колонн, пирамид, огромных рукотворных насыпей. Все это – дело математической магии. Как естественную силу обретают, используя естественные средства, точно так же использование средств абстрактных – математических и небесных – позволяет стяжать небесную силу и творить образы, способные предсказывать будущее (в качестве примера последних Агриппа упоминает латунную голову, изготовленную при восхождении Сатурна).
Частью небесной магии у Агриппы являются магические квадраты, то есть числа, организованные в квадрат (либо собственно числа, либо их еврейские буквенные эквиваленты), согласующиеся с планетарными числами и обладающие властью низводить на землю влияния тех планет, к которым они относятся.
В книге Агриппы также содержится рассуждение о гармонии в ее отношении к звездам, о гармонии человеческой души, о влиянии музыки, должным образом сочиненной в согласии с мировой гармонией, на гармонизацию души.

## См.также
- Ятроматематики
- Протонаука
- Математическая магия (трактат)
- Магический квадрат